# Узкотелая златка зверобойная
Узкотелая златка зверобойная (лат. Agrilus hyperici) — вид жуков-златок. Длина тела взрослых насекомых (имаго) 4—6,5 мм. Тело медно-красное или бронзовое, в равномерных волосках. Развиваются на зверобое.
Используются как агенты биологической защиты растений против Hypericum perforatum там, где эти растения считаются сорняком или инвазивным видом.

## Синонимы
В синонимику вида входят следующие биномены:
- Agrilus albaniae Obenberger, 1922
- Agrilus prasinus Mulsant & Rey, 1863
- Agrilus trinacriae Obenberger, 1924